# 小行星2074
小行星2074（2074 Shoemaker），天文學臨時編號1974 UA，是一個火星軌道穿越小行星，由埃莉諾·赫琳於1974年10月17日發現於帕洛马山天文台。
該小行星以美國天文學家尤金·舒梅克命名。

## 外部連結
- JPL Small-Body Database Browser on 2074 Shoemaker （页面存档备份，存于）

| 前一小行星： 2073 Janáček | 小行星列表 | 後一小行星： 2075 Martinez |